# Alexis Love
Alexis Love (ur. 7 kwietnia 1987 w Sacramento) – amerykańska aktorka i modelka pornograficzna. Występowała także jako Little Latina Princess i Alexa Love.

## Życiorys
Urodziła się w Sacramento w stanie Kalifornia. W sierpniu 2006 w wieku dziewiętnastu lat zadebiutowała w filmach pornograficznych: Red Light District New Chicks Cum First 2 i Young Tight Latinas 11 w scenie triolizmu z Markiem Woodem i Mr. Pete’em, Lethal Hardcore 8 Simple Rules for Banging My Teenage Daughter 2, Platinum X Pictures Young Fucking Bitches 1 z Brianem Surewoodem, Vouyer Media Teens In Tight Jeans 2 z Erikiem Everhardem oraz Evil Angel New Whores On The Block 2 w reżyserii Manuela Ferrary w scenie seksu grupowego z Sarah Sunn, Taylor Ash, Steve'em Holmesem i Ianem Scottem.
W 2007 roku poza planem filmowym spotykała się z aktorem porno Marcusem Londonem, z którym zagrała w filmie Pink Visual Asian Slut Invasion Vol. 3 (2007).
W maju 2008 została wybrana ulubienicą miesiąca magazynu dla mężczyzn „Penthouse”.

## Nagrody i nominacje
| Rok  | Nagroda    | Kategoria                       | Film          | Inni wykonawcy             | Rezultat  |
| ---- | ---------- | ------------------------------- | ------------- | -------------------------- | --------- |
| 2008 | AVN Award  | Najlepsza nowa gwiazdka         | –             | –                          | Nominacja |
| 2008 | AVN Award  | Najlepsza scena seksu triolizmu | Façade (2006) | Daisy Marie i Jean Valjean | Nominacja |
| 2009 | XRCO Award | Kremowy sen                     | –             | –                          | Nominacja |